# Prescott (Arizona)
Pour les articles homonymes, voir Prescott.
Prescott est une ville des États-Unis, située dans l'État de l'Arizona, dans le comté de Yavapai dont elle est le siège. Elle comptait 45 827 habitants en 2020.

## Personnalités liées à la ville
- Anders G. Aldrin (1889-1970), graveur sur bois et peintre qui résida à Prescott.
- Peter Julien Ortiz (1913-1988), militaire mort à Prescott.
- Patricia Matthews (1927-2006), écrivaine morte à Prescott.
- Paul Silas (1943-2022), joueur et entraîneur de basket-ball américain.
- Guy Stockwell (1934-2002), acteur mort à Prescott.

## Images

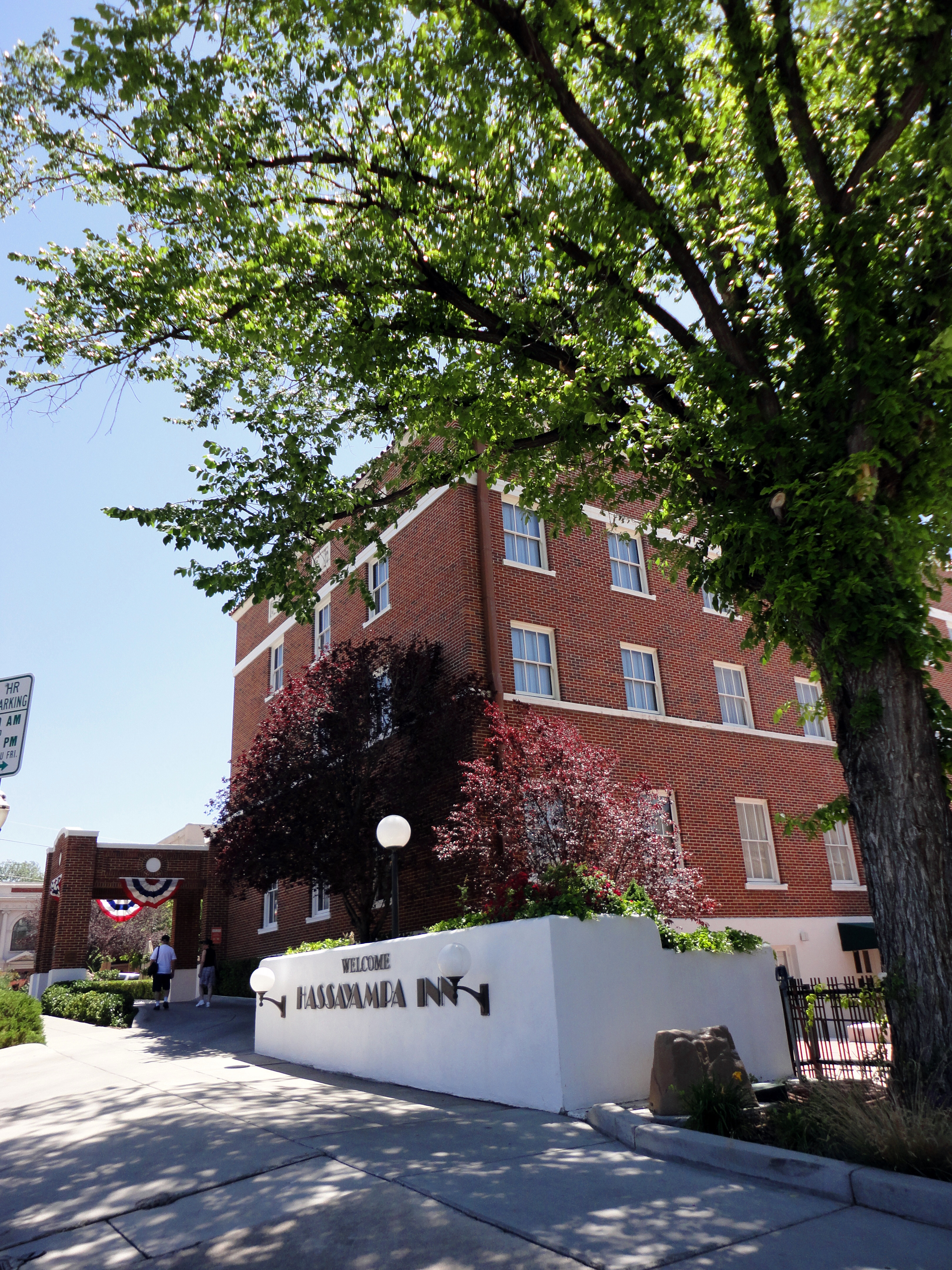
L'Hassayampa Inn, hôtel de Prescott.

## Démographie
| 1870 | 1880  | 1890  | 1900  | 1910  | 1920  |
| ---- | ----- | ----- | ----- | ----- | ----- |
| 668  | 1 836 | 1 759 | 3 559 | 5 092 | 5 010 |

| 1930  | 1940  | 1950  | 1960   | 1970   | 1980   |
| ----- | ----- | ----- | ------ | ------ | ------ |
| 5 517 | 6 018 | 6 764 | 12 861 | 13 631 | 19 865 |

| 1990   | 2000   | 2010   | 2020   | - | - |
| ------ | ------ | ------ | ------ | - | - |
| 26 455 | 33 938 | 39 843 | 45 827 | - | - |